# Pandanus amaryllifolius
Pandanus amaryllifolius of kortweg pandan is een tropische plant, een schroefpalm. De plant is in het wild zeldzaam, maar wordt veel gecultiveerd als smaakmaker voor Zuidoost-Aziatische gerechten. Omdat ze zelden bloeit wordt ze doorgaans door stekken vermenigvuldigd.

## Gebruik in gerechten
De bladeren worden, vers of gedroogd, vooral veel gebruikt bij de bereiding van Thaise en Indonesische rijst- en curryschotels en geven een wat nootachtige smaak. Om de smaak over te brengen worden de bladeren soms meegekookt (gebundeld, zodat ze gemakkelijk weer verwijderd kunnen worden) of bijvoorbeeld eerst geweekt in kokosmelk, die dan later aan het gerecht wordt toegevoegd. Ook kunnen de bladeren tot een mandje verwerkt worden waarin de rijst vervolgens gekookt of gestoomd wordt. In het Thaise kipgerecht ayam pandan wordt kippenvlees in de bladeren gewikkeld en dan gegaard.
Een ander bekend gerecht met pandansmaak is pandan cake - een zeer luchtige sponscake die origineel zijn lichtgroene kleur ontleent aan het bladgroen (chlorofyl) uit het sap van de gebruikte verse pandanbladeren, al kan ook kleurstof worden gebruikt, mede omdat in plaats van verse bladeren vaak kleurloos pandanextract gebruikt wordt. Ook spekkoek en kue lapis wordt vaak met pandan bereid.

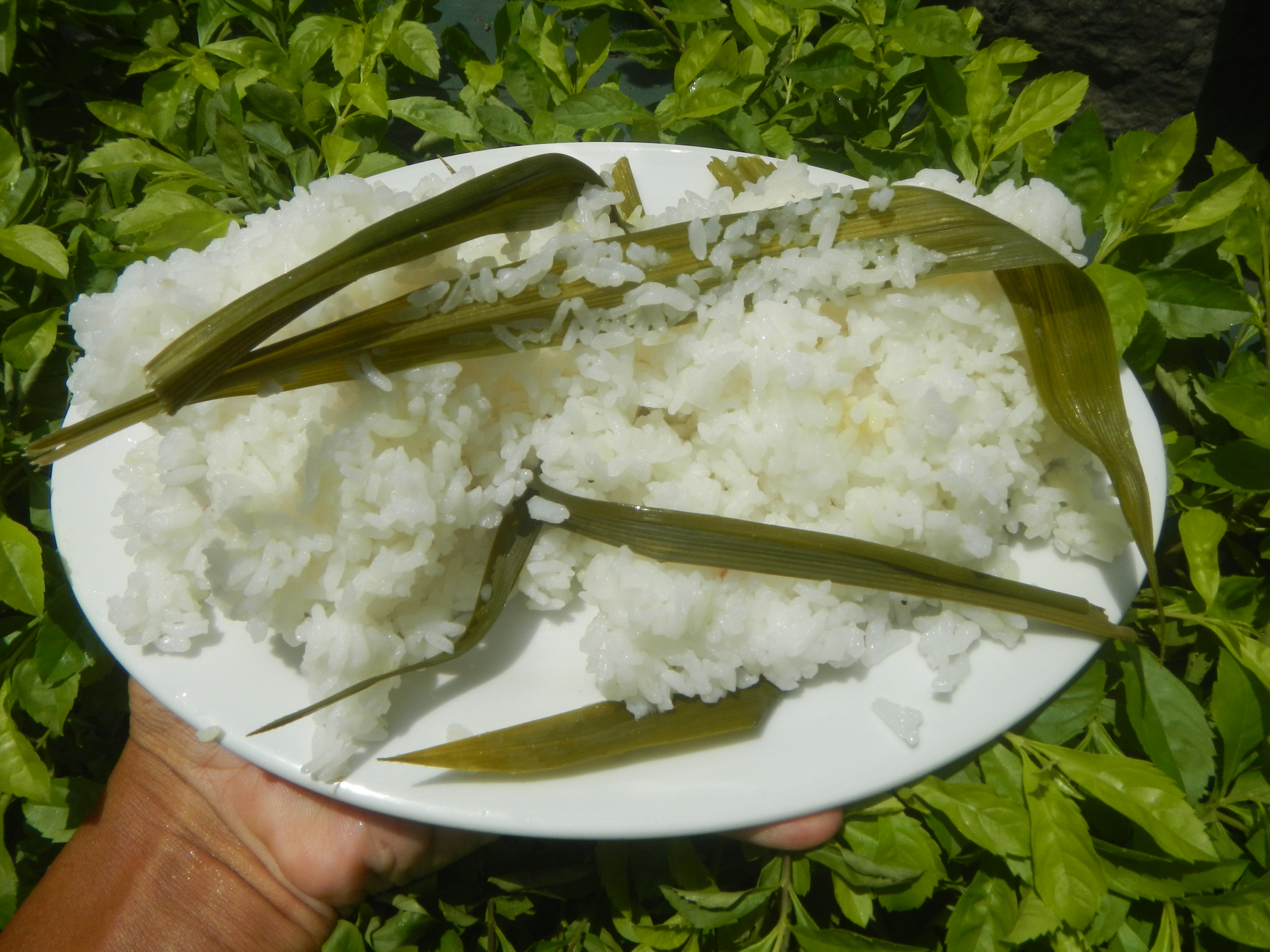
Witte rijst met pandanbladeren
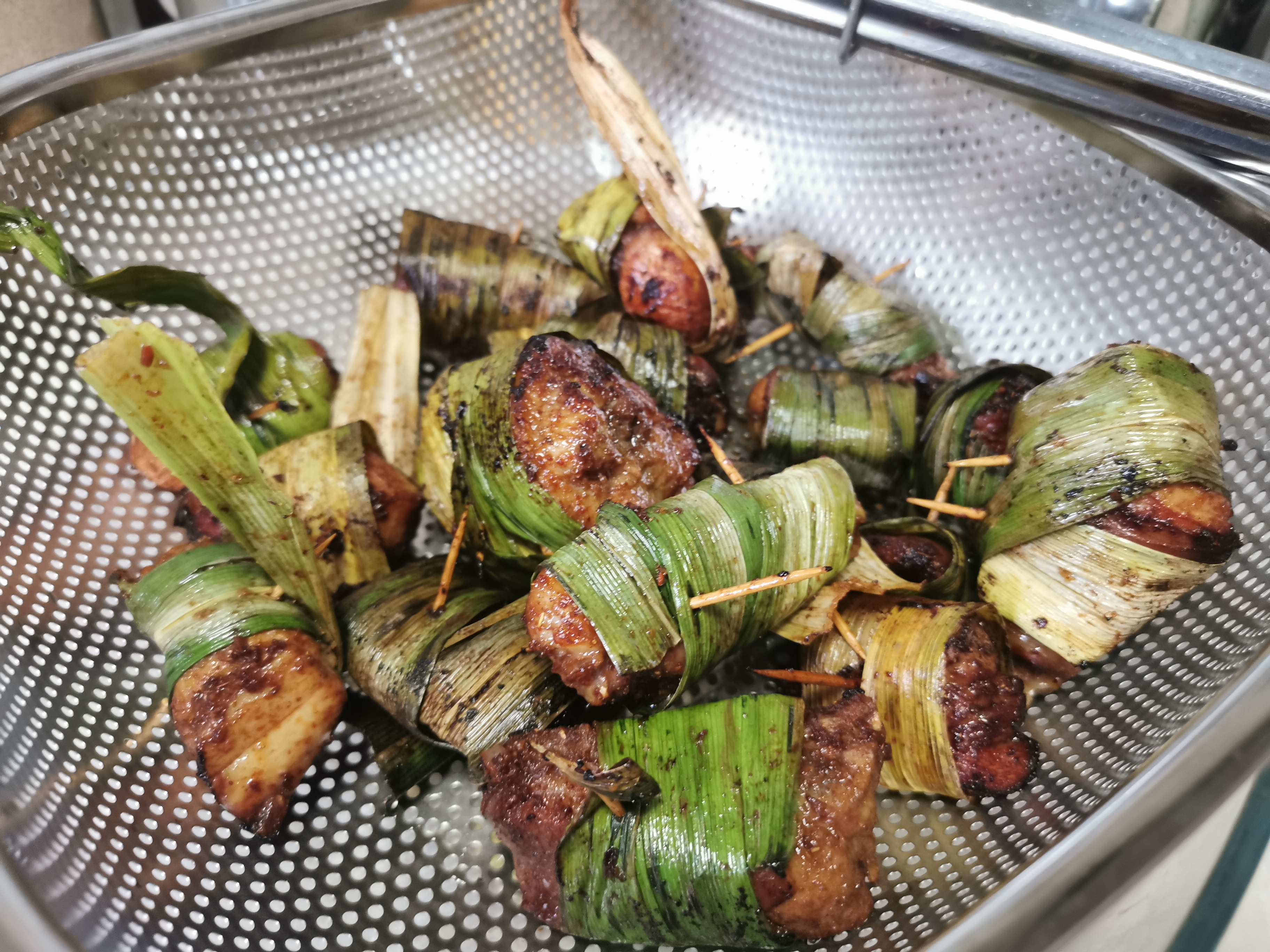
Ayam pandan
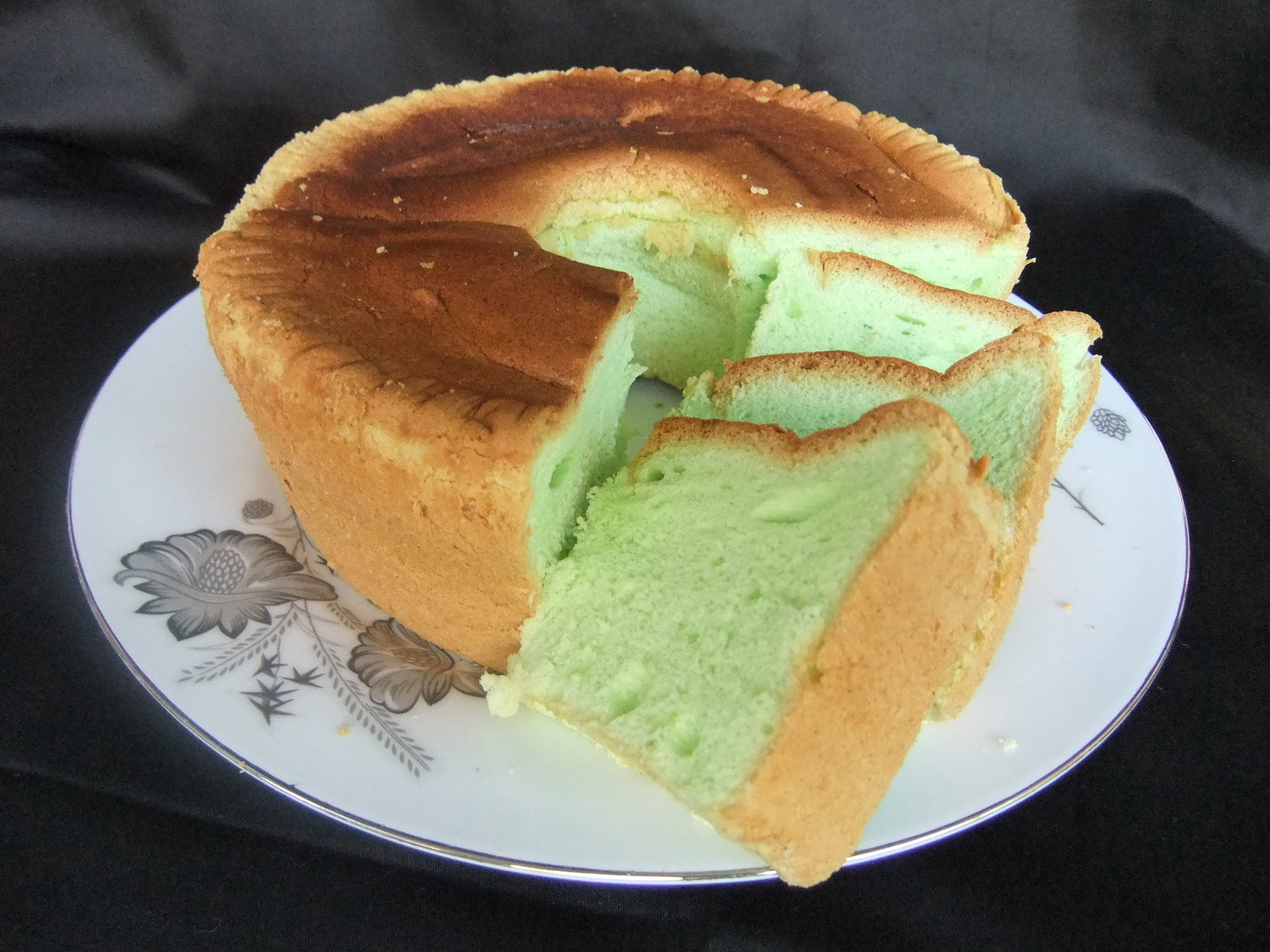
Pandan cake
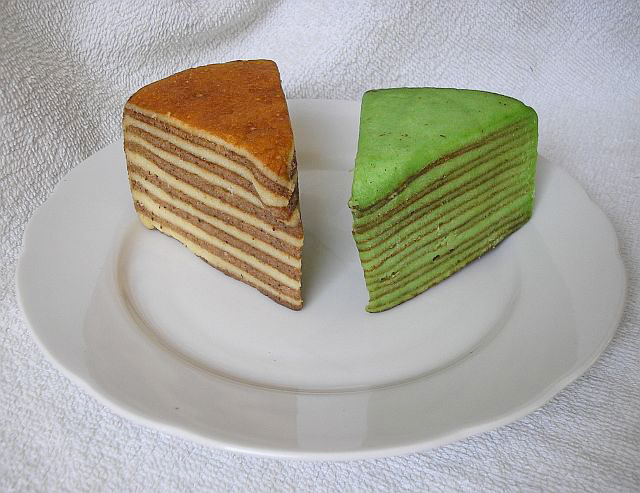
Spekkoek, naturel en pandan
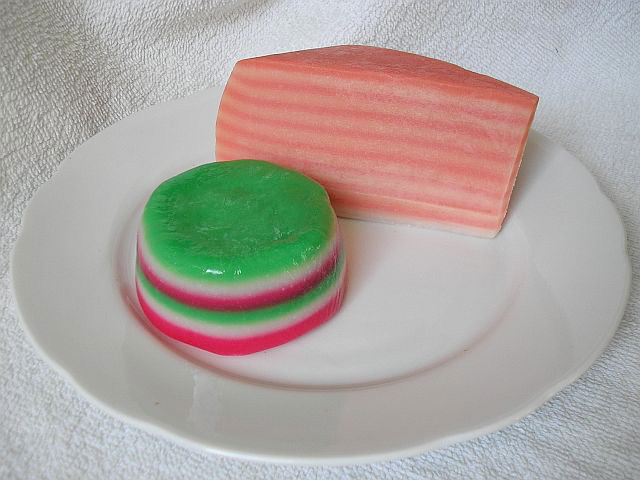
Twee varianten van kue lapis

## Andere toepassingen
Er worden allerlei positieve eigenschappen aan de plant toegeschreven, zoals een helende werking tegen allerlei tropische ongerieven, antivirale werking, anti-allergeen, ontstekingsremmend enzovoorts, waardoor de plant ook toepassing vindt als grondstof voor medicinale middelen en soms ook een religieuze betekenis heeft.
In Oceanië wordt de plant veel breder gebruikt dan alleen in de keuken en worden ook andere delen dan de bladeren gebruikt als bouwmateriaal voor woningen, grondstof voor kleren en textiel of decoraties en worden er werktuigen voor de visserij van gemaakt.